# رافليسيا صخرية
الرافليسيا الصخرية (باللاتينية: Rafflesia gadutensis) نوع نباتي يتبع جنس الرافليسيا من الفصيلة الرافليسية.
الموطن الأصلي لهذا النوع هو جزيرة جاوة في إندونيسيا.

## الوصف النباتي
نباتات هذا الجنس ليس لها سوق أو أوراق أو جذور، بل النبات عبارة عن زهرة فقط لها خمس بتلات.